# Alluaudomyia quasivuda
Alluaudomyia quasivuda är en tvåvingeart som beskrevs av Stam 1964. Alluaudomyia quasivuda ingår i släktet Alluaudomyia och familjen svidknott.
Artens utbredningsområde är Kongo. Inga underarter finns listade i Catalogue of Life.